# Ziad Doueiri
Ziad Doueiri (en árabe: زياد دويري‎), nació en el Líbano en 1963, donde vivió hasta el comienzo de la Guerra Civil cuando contaba con 18 años de edad. Dirigió su primer largometraje en 1998 West Beirut (basado en su propia vida), película que ganó el premio François Calais y el premio de la Crítica Árabe en el Festival de Cannes de ese mismo año. "Lila Dice" fue su segunda película como director.

## Biografía
Estudió cinematografía en EE. UU. donde rodó varios cortometrajes en 8 y 16 mm y fue primer ayudante de cámara de Quentin Tarantino también en este país.

### West Beirut
El 13 de abril de 1975 los pasajeros de un autobús palestino son asesinados por la milicia delante de Tarek y Omar, los dos adolescentes protagonistas de este largometraje. Este será el primer día de la Guerra Civil Libanesa. Los dos jóvenes viven en Beirut Oeste, la parte musulmana de la ciudad, de ahí el título que presenta esta película; la parte Este será controlada por los cristianos. 
Esta proyección nos muestra un pueblo ahora dividido símbolo de un país también dividido. Sin embargo, Tarek y Omar van a vivir sus vidas ajenos al conflicto, incluso comparten sus aventuras con una adolescente cristiana llamada May. Todo el afán de los dos chicos es revelar una grabación, pero la tienda fotográfica queda en la parte Este. En el intento irán a parar al burdel del barrio Oliviers, punto de encuentro entre musulmanes y cristianos en busca de un poco de diversión.
Así se desarrolla la historia y con el paso del tiempo las familias de los chicos pasan hambre y cada vez tienen más miedo. El final de la película se queda abierto para que cada uno haga su suposición. Os invito a que la veáis ya que no deja indiferente.

#### Personajes
- May – Rola al Amín;
- Tarek – Rami Doueiri;
- Omar – Mohamad Chamas;
- Panadero - Mahmoud Mabsout;
- Madame del burdel – Leila Karma;
- Vecina – Liliana Nemry;
- Riad – Joseph Bou Nassar;
- Miliciano del control policial– Hassan Farhat;
- Miliciano de la panadería – Fadi Abou Khalil;
- Hala – Carmen Lebos;

## Premios y distinciones
Óscar
| Año  | Categoría                          | Película  | Resultado |
| ---- | ---------------------------------- | --------- | --------- |
| 2018 | Mejor película de habla no inglesa | L'insulte | Nominado  |

Festival Internacional de Cine de Cannes
| Año  | Categoría               | Película    | Resultado |
| ---- | ----------------------- | ----------- | --------- |
| 1998 | Premio François Chalais | West Beirut | Ganador   |

Festival Internacional de Cine de San Sebastián
| Año  | Categoría                   | Película    | Resultado |
| ---- | --------------------------- | ----------- | --------- |
| 2012 | Mención especial del jurado | El atentado | Ganador   |